# Jean Martens
Jean Martens (* 23. Mai 1961) ist ein Konteradmiral a. D. der Deutschen Marine. In seiner letzten Verwendung war er Stellvertreter des Abteilungsleiters Führung Streitkräfte und Unterabteilungsleiter FüSK I im Bundesministerium der Verteidigung.

## Militärischer Werdegang
Martens trat 1980 in die Marine ein und absolvierte seine Offizierausbildung mit der Crew VII/80. Nach dem Studium der Wirtschaftswissenschaften an der Universität der Bundeswehr in Hamburg folgten mehrere Verwendungen auf den Schnellbooten.
Von 2001 bis 2003 war er als Fregattenkapitän Kommandeur des 2. Schnellbootgeschwaders.  In dieser Funktion wurde Martens auch von Februar bis Juni 2002 als Führer der Task Unit 500.01.02 eingesetzt, welche Teil des ersten deutschen Einsatzkontingents in der Operation Enduring Freedom war. Sie bestand aus dem Tender Donau, der Systemunterstützungsgruppe und 5 Schnellbooten der Klassen 143 und 143A.
Später wurde Martens Personalführer im Personalamt der Bundeswehr. Von 2012 bis 30. April 2013 war er Arbeitsbereichsleiter Marine in der Abteilung Personal im Bundesministerium der Verteidigung, Bonn.
Vom 1. Mai 2013 bis Ende April 2015 war Flottillenadmiral Martens Kommandeur der Einsatzflottille 1. Während dieser Zeit war er vom 19. Juli 2013 bis 17. Januar 2014 als Deputy Operation Commander (stellvertretender Befehlshaber) der EU-Operation ATALANTA in Northwood, England, eingesetzt.
Von April 2015 bis August 2017 war Martens Abteilungsleiter Einsatz im Marinekommando in Rostock als Nachfolger von Konteradmiral Hans-Christian Luther. Im August 2017 wurde Martens, als Nachfolger von Generalmajor Klaus von Heimendahl, stellvertretender Abteilungsleiter Führung Streitkräfte. Im Oktober 2023 übergab er diesen Dienstposten an Konteradmiral Axel Deertz und trat in den Ruhestand.